# Gabonspett
Gabonspett (Dendropicos gabonensis) är en fågel i familjen hackspettar inom ordningen hackspettartade fåglar.

## Utseende och läte
Gabonspetten är en medelstor hackspett med helgrönt på rygg och stjärtovansida och kraftigt fläckad eller streckad undersida. På huvudet syns röd hjässa och mörka kinder. Lätet är ett strävt "z-zeep" eller upprepade hårda "zaa zaa".

## Utbredning och systematik
Gabonspett förekommer i Afrika söder om Sahara och delas in i två underarter med följande utbredning:
- reichenowi – förekommer i södra Nigeria och sydvästra Kamerun
- gabonensis – förekommer i södra Kamerun, Centralafrikanska republiken, Kongo-Kinshasa, västra Uganda och norra Angola

## Status
Arten har ett stort utbredningsområde och beståndet anses stabilt. Internationella naturvårdsunionen IUCN listar den därför som livskraftig (LC).